# Буревісник Гейнрота
Буревісник Гейнрота (Puffinus heinrothi) — морський птах з родини буревісникових (Procellariidae).

## Назва
Видовий епітет даний на честь німецького орнітолога Оскара Гайнрота, який зібрав голотип на початку 20 століття.

## Поширення
Вид поширений в морях навколо архіпелагу Бісмарка та північних Соломонових островів. Місця розмноження виду ніколи не були знайдені, хоча повідомлення про незрілих особин (включаючи нещодавно оперених пташенят) на Бугенвілі та Коломбангарі переконливо припускають, що вони розмножуються там, можливо, високо в горах.